# جاي آشر
جاي آشر (بالإنجليزية: Jay Asher)‏ (30 سبتمبر 1975، أركاديا في الولايات المتحدة)؛ كاتب، كاتب للأطفال وروائي أمريكي.

## روابط خارجية
- جاي آشر على موقع IMDb (الإنجليزية)
- جاي آشر على موقع ميوزك برينز (الإنجليزية)
- جاي آشر على موقع قاعدة بيانات الفيلم (الإنجليزية)